# Ryō Takahashi (Fußballspieler, 1993)
Ryō Takahashi (japanisch 高橋 諒 Takahashi Ryō; * 16. Juli 1993 in Takasaki) ist ein japanischer Fußballspieler.

## Karriere
Takahashi erlernte das Fußballspielen in der Jugendmannschaft des Toto SC, der Schulmannschaft der Kunimi High School sowie der Universitätsmannschaft der Meiji-Universität. Seinen ersten Vertrag unterschrieb er 2016 bei Nagoya Grampus. Der Verein spielte in der höchsten Liga des Landes, der J1 League. Am Ende der Saison 2016 stieg der Verein in die zweite Liga ab. Für den Verein absolvierte er 12 Erstligaspiele. Im Juli 2017 wechselte er zum Ligakonkurrenten Shonan Bellmare. 2017 wurde er mit dem Verein Meister der zweiten Liga und stieg in die erste Liga auf. 2018 gewann er mit dem Verein den J.League Cup. Für den Verein absolvierte er 16 Ligaspiele. 2019 wechselte er zum Ligakonkurrenten Matsumoto Yamaga FC. Am Ende der Saison 2019 musste der Verein den Weg in die Zweitklassigkeit antreten. Hier spielte er noch ein Jahr. Anfang 2021 wechselte er wieder in die erste Liga. Hier unterschrieb er einen Vertrag bei seinem ehemaligen Verein Shonan Bellmare. Nach zwei Spielzeiten wechselte er im Januar 2023 in die zweite Liga. Hier schloss er sich in Okayama Fagiano Okayama an. Am Ende der Saison 2024 belegte er mit Okayama den fünften Tabellenplatz und qualifizierte sich somit zu den Aufstiegsspielen zur ersten Liga. Hier konnte man sich im Finale gegen Vegalta Sendai durchsetzen und stieg somit in die erste Liga auf. Nach dem Aufstieg verließ er den Verein und schloss sich im Januar 2025 dem unterklassigen Kamakura International FC an.

## Erfolge
Shonan Bellmare
- Japanischer Zweitligameister: 2017
- Japanischer Ligapokalsieger: 2018